# Romania ai XIX Giochi olimpici invernali
La Romania partecipò ai XIX Giochi olimpici invernali, svoltisi a Salt Lake City, Stati Uniti, dall'8 al 24 febbraio 2002, con una delegazione di 21 atleti impegnati in otto discipline.